# Cyanide & Happiness

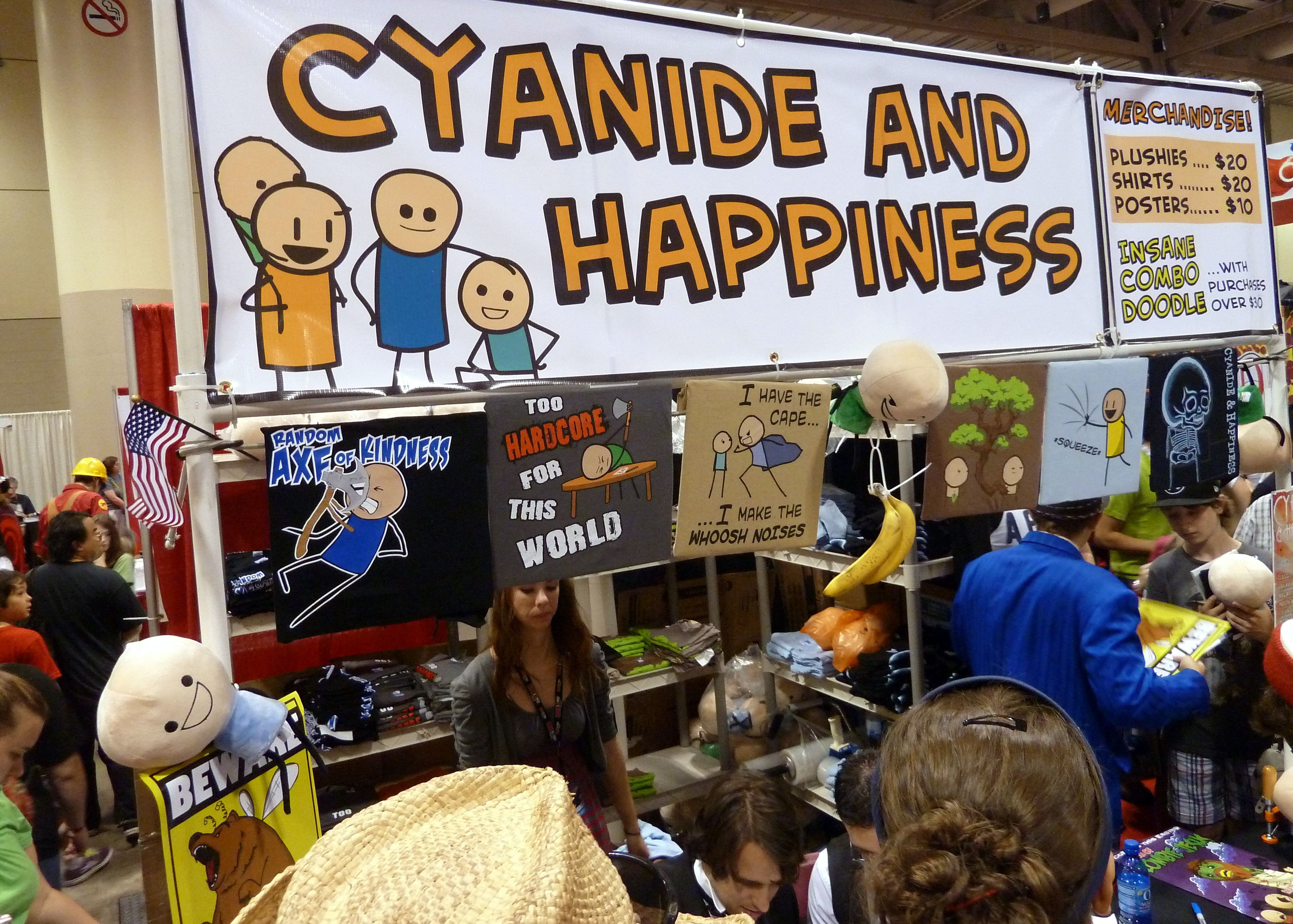
Cyanide & Happiness bij de Fan Expo Canada 2012

Cyanide & Happiness is een webcomic gemaakt door Rob DenBleyker, Kris Wilson, DaveElfatrick en Matt Melvin. De eerste comic van Cyanide & Happiness verscheen op 9 december 2004. In 2006 werd de webcomic meer dan één miljoen keer per week bekeken.
Cyanide & Happiness staat bekend om zijn zwarte humor en surrealistische verhalen. Het gaat regelmatig over controversiële onderwerpen, waaronder abortus en zelfmoord. De makers benoemen de controversiële aard van hun webcomic als de reden voor zijn populariteit.

## Boeken
Naast de webcomic zijn er vijf boeken van Cyanide & happiness uitgebracht.
1. Cyanide & Happiness (2009)
2. Ice Cream & Sadness: More Comics from Cyanide & Happiness (2010)
3. The Cyanide & Happiness Depressing Comic Book (2012)
4. Punching Zoo (2013)
5. Stab Factory (2015)